# Sébastien Chabal
Sébastien Chabal (* 8. prosince 1977 Valence (Drôme)) je bývalý francouzský ragbista, hrající na pozici vazače. Proslul velmi důrazným stylem hry, při němž využíval mimořádné fyzické dispozice (výška 191 cm, váha 113 kg), respekt si získával také svým neobvyklým vzhledem s dlouhými vlasy a vousy, který mu vynesl přezdívku Jeskynní muž. Přesto patřil k nejpopulárnějším sportovcům Francie a získal řadu reklamních kontraktů. 
Začínal v klubech Valence Sportif a CS Bourgoin-Jallieu, roku 2004 přestoupil do anglického Sale Sharks, se kterým vyhrál European Rugby Challenge Cup 2005 a English Premiership 2006. V roce 2009 se vrátil do Francie, nastupoval za pařížský Racing Métro 92 a poté za Lyon olympique universitaire. V květnu 2014 oznámil konec hráčské kariéry.
Za francouzskou reprezentaci nastoupil v 62 zápasech a dosáhl třiceti bodů. Vyhrál s ní Pohár šesti národů v letech 2007 a 2010, zúčastnil se také domácího Mistrovství světa v ragby 2007, kde Francouzi skončili na čtvrtém místě.
Je účastníkem projektu Champions for Peace, v němž se bývalí sportovci angažují pro porozumění mezi národy.